# Brandon Lewis
Sir Brandon Lewis (ur. 20 czerwca 1971 w Londynie, w dzielnicy Harold Woods) – brytyjski polityk, członek Partii Konserwatywnej. W latach 2010–2024 był posłem do Izby Gmin. Od 13 lutego 2020 do 7 lipca 2022 pełnił funkcję ministra ds. Irlandii Północnej, zaś od 6 września do 25 października 2022 – ministra sprawiedliwości i lorda kanclerza. W latach 2018–2019 był przewodniczącym Partii Konserwatywnej.

## Życiorys
Urodził się w 1971 roku w Londynie. Ukończył studia z dziedziny ekonomii na University of Buckingham oraz prawo na tejże uczelni oraz na King's College London.
Przed rozpoczęciem kariery parlamentarnej przez 10 lat był radnym dystryktu Brentwood, w tym przez 5 lat jako przewodniczący rady.
W 2010 roku został wybrany posłem do Izby Gmin z okręgu Great Yarmouth. Uzyskał reelekcję w 2015, 2017 i 2019 roku.
8 stycznia 2018 został przewodniczącym Partii Konserwatywnej, funkcję tę pełnił do 24 lipca 2019.
13 lutego 2020 objął stanowisko ministra ds. Irlandii Północnej w drugim gabinecie Borisa Johnsona. 7 lipca 2022 podał się do dymisji, protestując w ten sposób przeciwko odmowie ustąpienia Borisa Johnsona z urzędu premiera. 6 września tego samego roku, wszedł w skład gabinetu Liz Truss, jako minister sprawiedliwości i lord kanclerz. 25 października 2022 ustąpił z tych urzędów, w następstwie dymisji Liz Truss. Odmówił wówczas sprawowania funkcji rządowych w gabinecie Rishiego Sunaka.
Nie kandydował w wyborach do Izby Gmin w 2024.